# Giełgudowie herbu własnego

herb własny Giełgudów

Giełgudowie – polski ród szlachecki pochodzenia litewskiego, pieczętujący się herbem Giełgud.

## Członkowie rodu
- Adam Giełgud – urzędnik
- Antoni Onufry Giełgud (ok. 1720  – zm. 1797 przed 10 lutego) – starosta generalny żmudzki, kasztelan żmudzki
- Antoni Giełgud – generał polski
- Andrzej Kazimierz Giełgud – marszałek sejmu, podstoli, starosta, poseł
- Ignacy Giełgud – generał, poseł
- John Gielgud – aktor
- Michał Giełgud – marszałek nadworny, konsyliarz Rady Nieustającej